# ابراهیم حورانی
ابراهیم حورانی (۱۸۴۴–۱۹۱۶م) ادیب، نویسنده و پژوهشگر سوری بود. از اهالی حمص بود، پدرش مدتی در حلب ساکن شد و ابراهیم همان‌جا به دنیا آمد. سپس به دمشق منتقل شدند و در مدرسه عبیهٔ لبنان درس خواند. دانشگاه آمریکایی بیروت او را در سال ۱۸۷۰م پذیرفت، حورانی نه سال ساکن بیروت شد. مناهج الحکماء فی مذهب النشوء و الإرتقاء، ضوء المشرق فی علم المنطق، الحق الیقین فی الرد علی مذهب دروین از آثار اوست؛ همچنین مجموعه مقالات و اشعار او گردآوری شده است.